# Wat Phra Singh

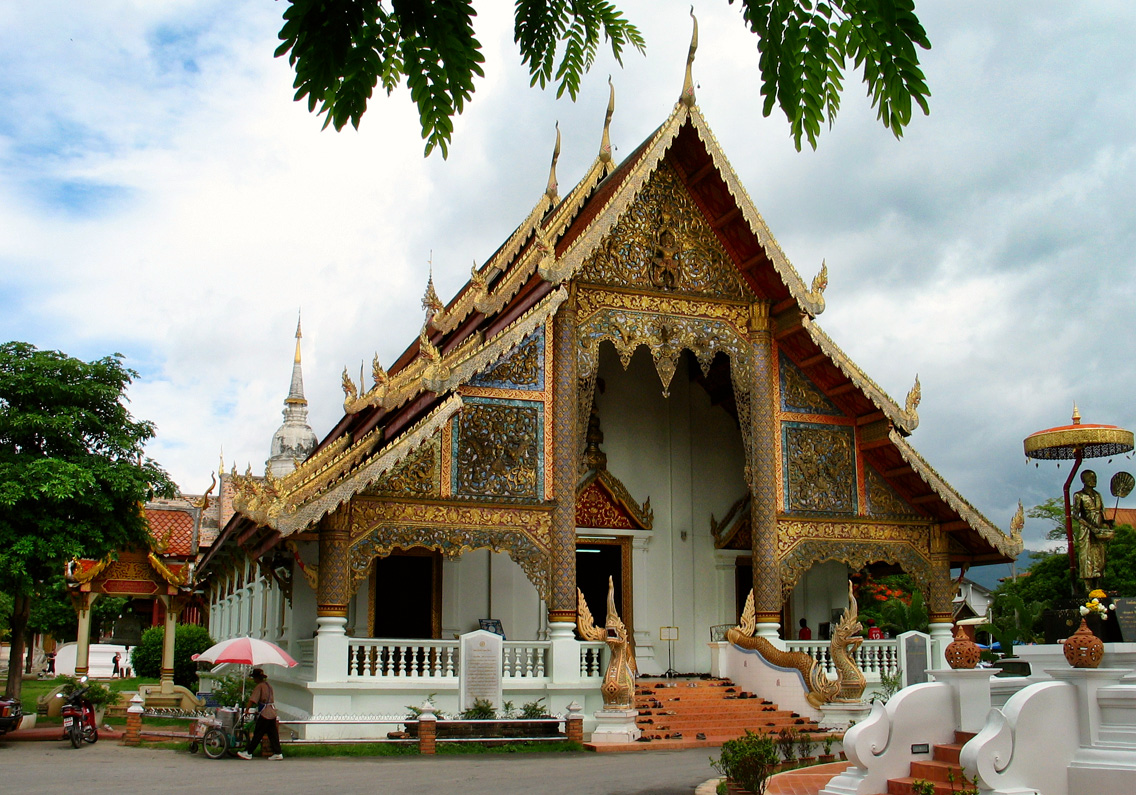
Chùa Pra Singh

Wat Phra Singh (tiếng Thái Lan: วัดพระสิงห์ ) là ngôi chùa rất rộng, do vua Pha Yoo xây dựng năm 1345, làm nơi để di hài của cha ngài, vua Kam Foo. Chùa tọa lạc tại nội ô thành phố Chiang Mai, một tỉnh Miền Bắc Thái Lan.

## Mô tả
Chùa có một kho kinh thánh rất độc đáo. Các kho trong chùa là nơi lưu giữ, bảo vệ các bản kinh thánh viết trên lá cọ, hay các bản giấy tơ tằm mỏng manh, được các nhà sư sử dụng để ghi và sao chép về văn hoá dân gian. Thành đá của các kho này được trát một lớp vữa dày để bảo vệ các bản kinh khỏi mưa gió và các sinh vật phá hoại. 
Các bức tường của nhà nguyện được chạm khắc hình ảnh phong tục, cuộc sống thường nhật và trang phục của người dân Lanna. Đến Wat Phra Singh, du khách có thể hoà mình với các nhà sư và sinh viên Thái Lan tếch lá và cau bày trong đền. 

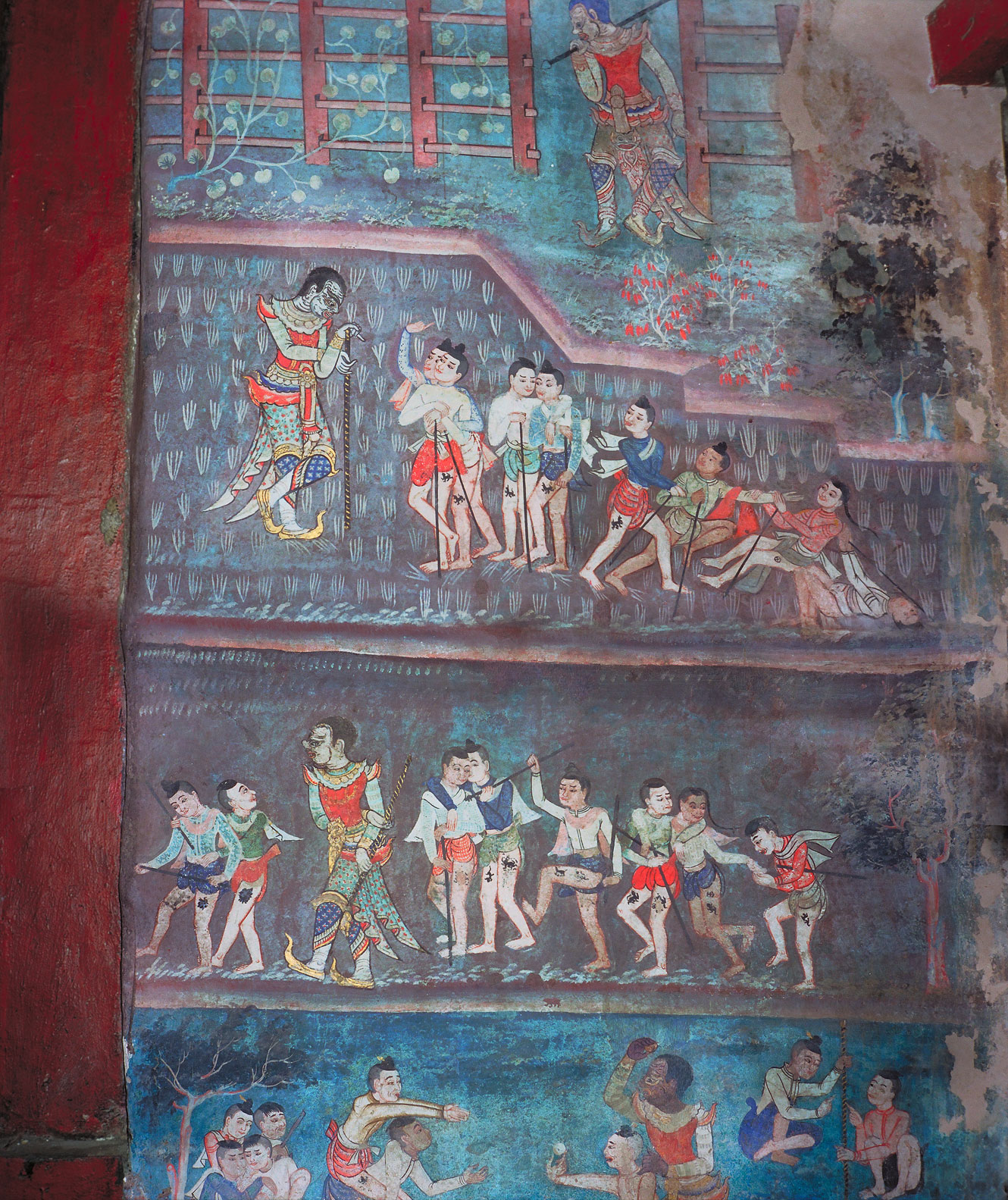
Một bức tranh trên tường tại chùa

Du khách cũng có thể đăng ký các khoá học ngắn ngày về Đạo Phật tại đây. Trong đó, hàng ngày khách du lịch sẽ tham gia các bài luyện tập, các bài thiền, và ăn ngủ sinh hoạt như những nhà sư. 

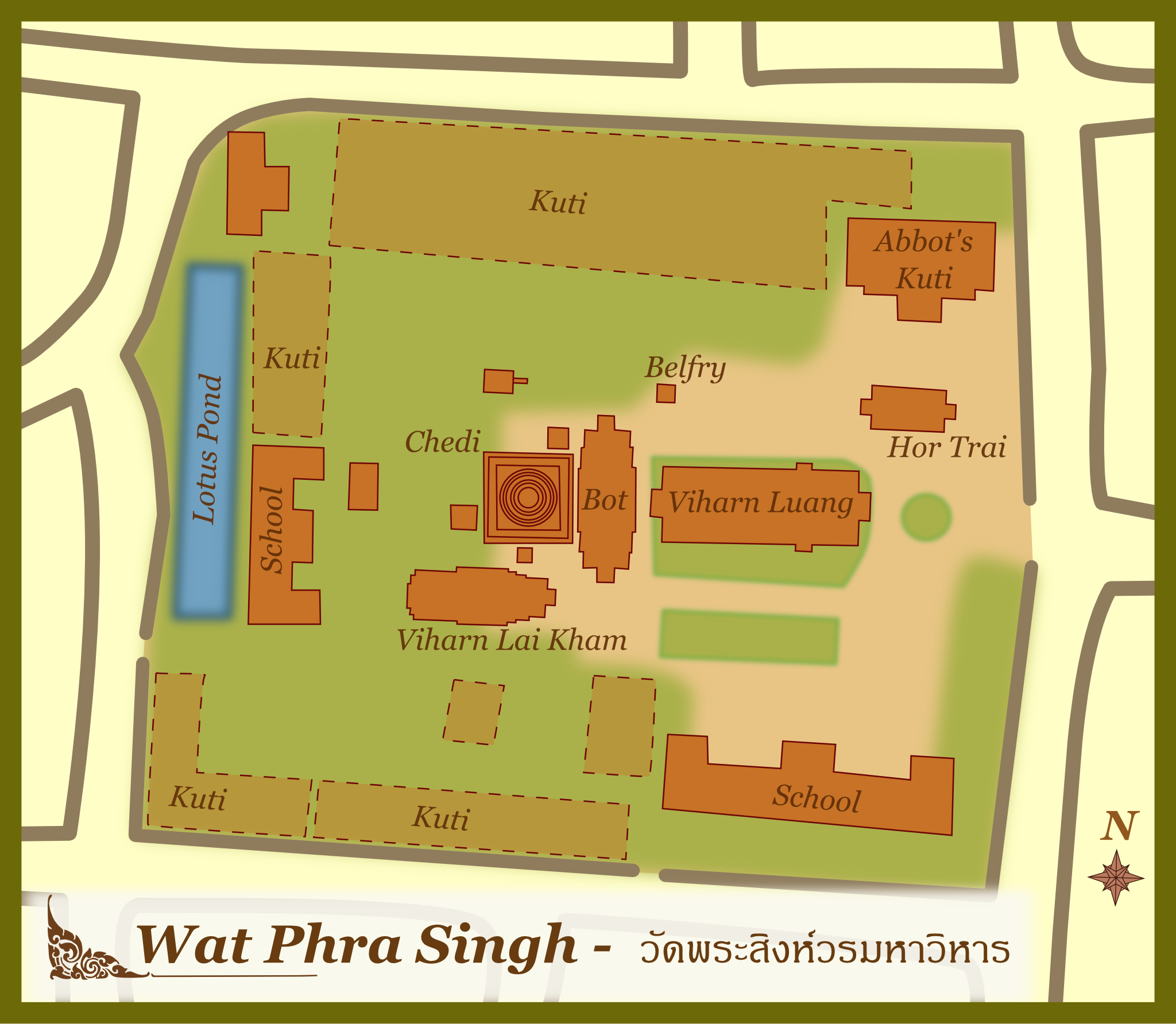
Bản đồ chùa

## Giá trị
Chùa là nơi thu hút khách hành hương và cũng là điểm tham quan hấp dẫn của ngành du lịch tỉnh. Đây cũng là ngôi chùa diễn ra Tết (Songkran) cổ truyền diễn ra từ ngày 3 đến ngày 15 hàng năm.

## Ảnh

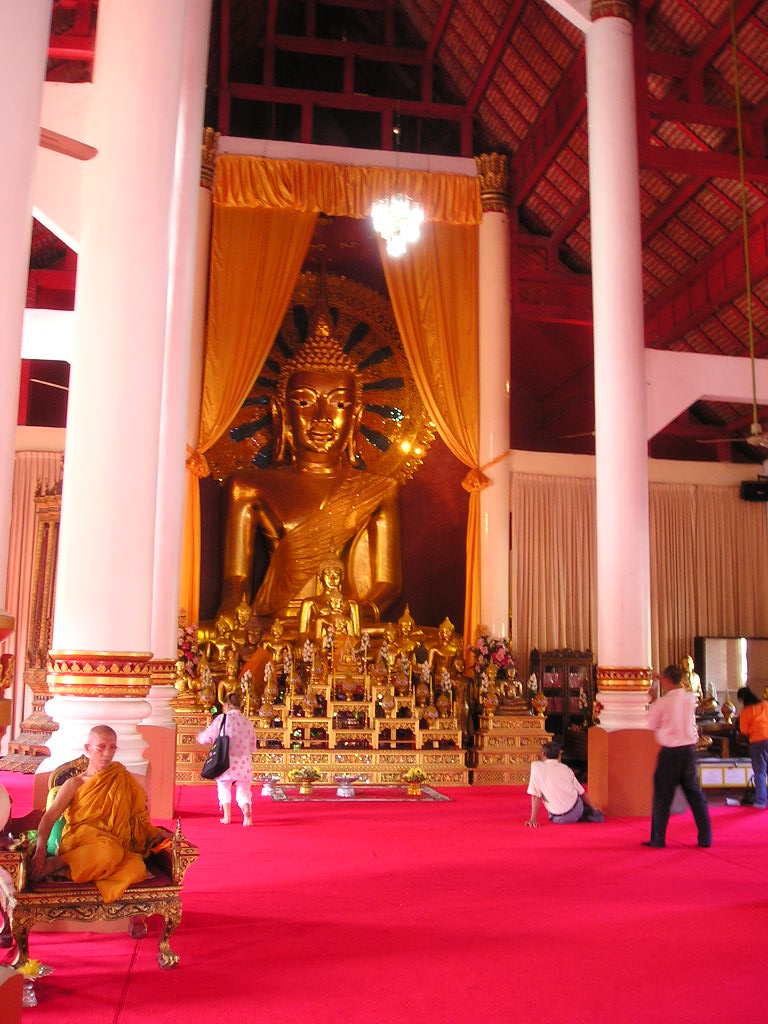
Chánh điện chùa
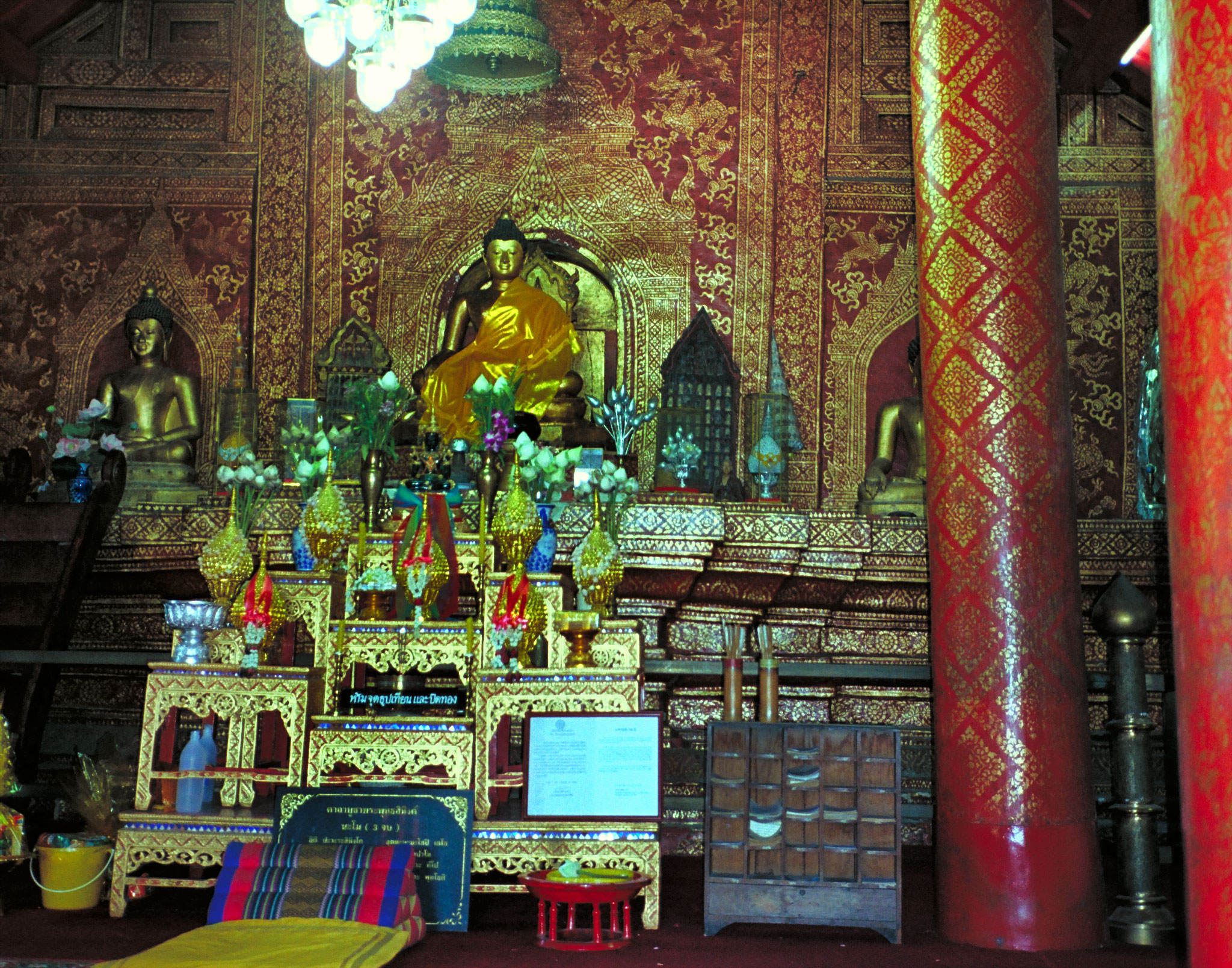
Phật Thích Ca trong chùa
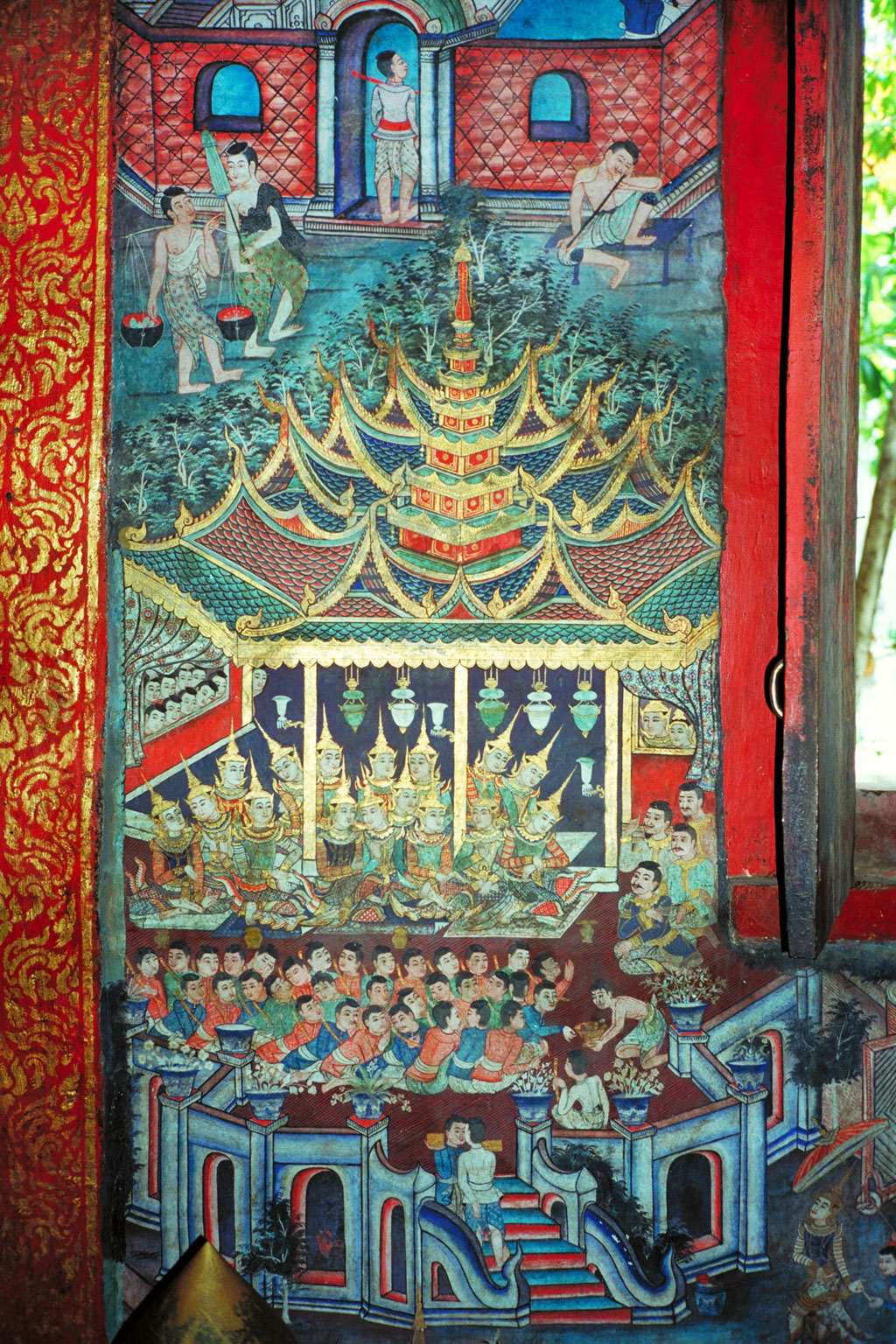
Một bức tranh trong chùa
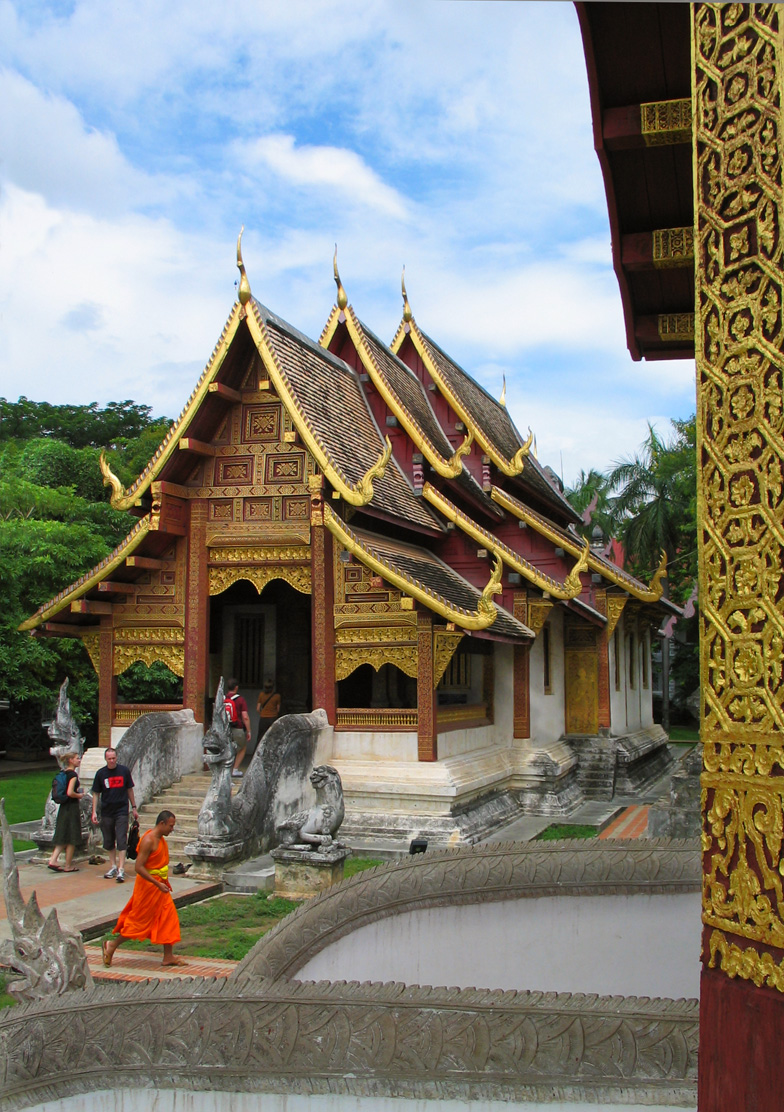
Tranh trên tường
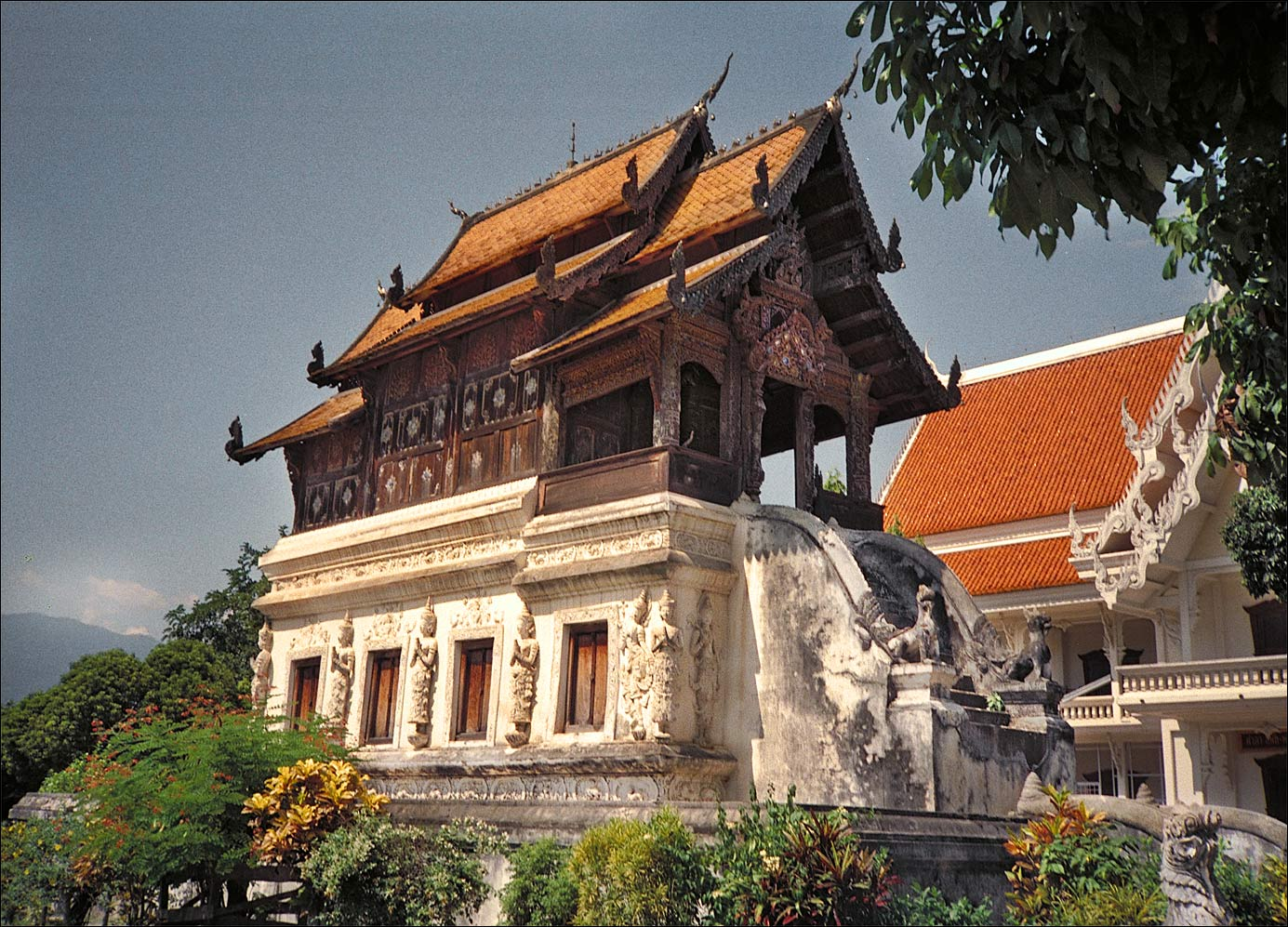
Kho kinh thánh của chùa
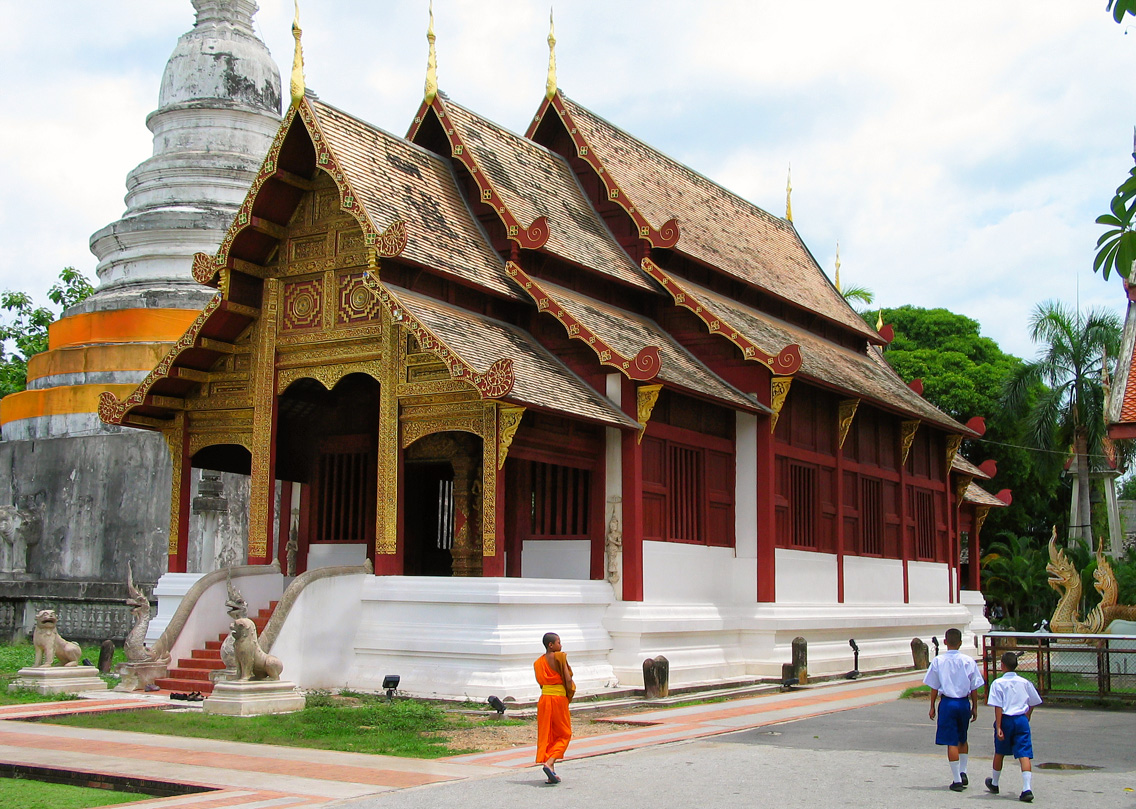
Chedi của chùa
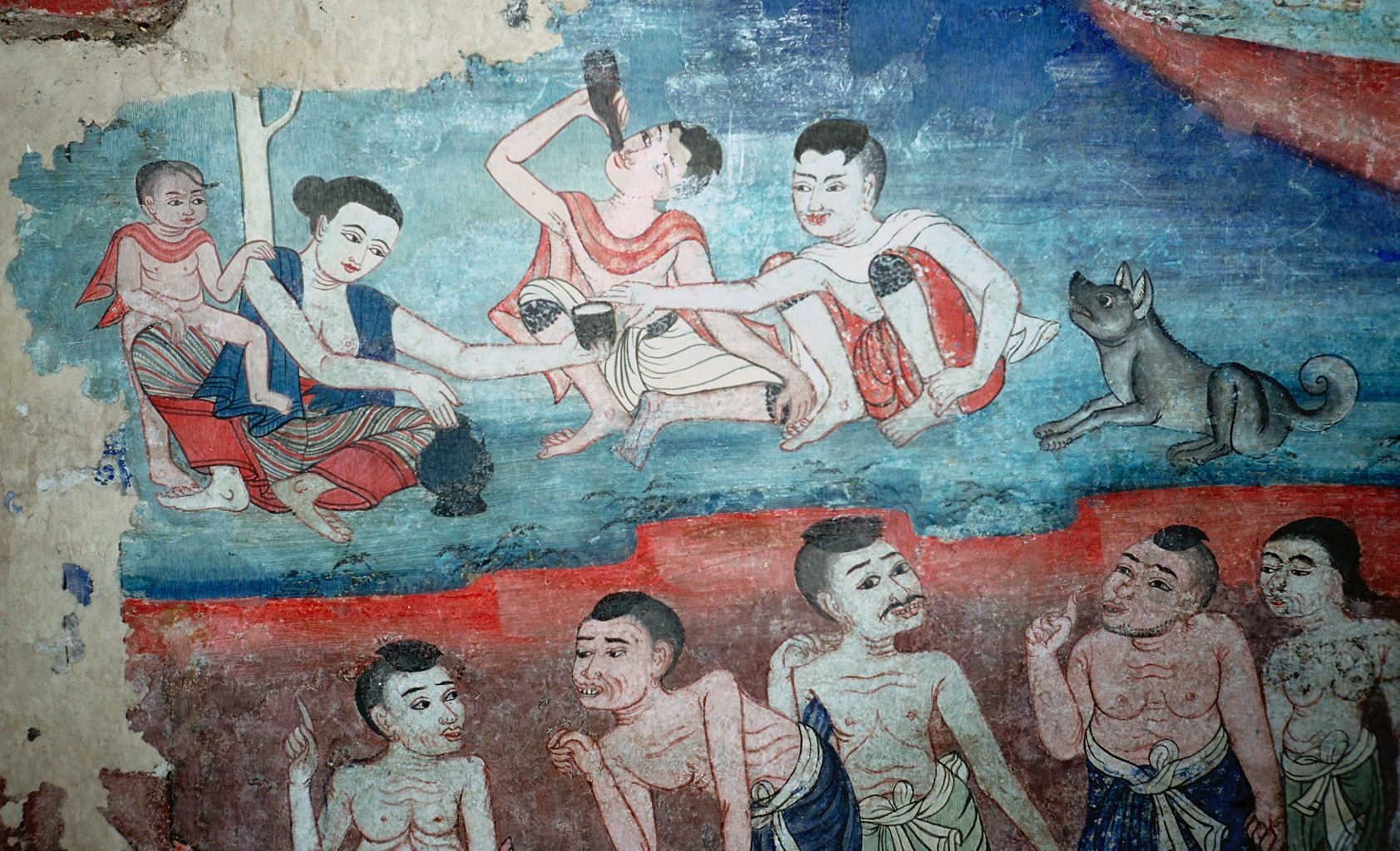
Tranh mô tả cuộc sống thường nhật